# Yashmakia vanbraeckeli
Yashmakia vanbraeckeli là một loài bướm đêm trong họ Geometridae.